# Jun. K
Jun. K, pseudonimo di Kim Min-jun (김민준?; Daegu, 15 gennaio 1988), è un cantante, cantautore, produttore discografico e attore teatrale sudcoreano, leader e Main Vocal della boy band sudcoreana 2PM..

## Biografia
Prima di iniziare a cantare, Jun. K partecipa a vari tornei di poesia e di scrittura. Grazie a un contratto con la JYP Entertainment, il 4 settembre 2008, insieme ad altri sei membri, debutta nel gruppo 2PM con il singolo 10점 만점에 10점 (10 Points out of 10 Points) dall'album Hottest Time of the Day. Fino al 2012 partecipò alle promozioni con il suo nome di nascita, Junsu, ma il 17 ottobre 2012 lo cambiò in Min-jun per ragioni familiari, dopodiché iniziò ad utilizzare lo pseudonimo di Jun. K.
Al di la delle attività con i 2PM, Jun. K porta avanti anche una carriera parallela di solista, e ha recitato come attore teatrale nel 2013, nei musical I tre moschettieri e Jack lo squartatore. Il 7 ottobre 2011 ha pubblicato il suo singolo di debutto da solista intitolato Alive, arrivato alla prima posizione della classifica di Cyworld. Altri suoi lavori da solista includono HOT, Sunshine e Don't Go. Inoltre è apparso come featuring in B.U.B.U di San e ed in Tok Tok Tok di Jung Woo.

## Discografia

### In Corea del Sud
EP
- 2016 – Mr. NO♡ (JYP Entertainment)
- 2017 – 77-1X3-00 (JYP Entertainment)

Singoli
- 2011 – "Alive"
- 2014 – "No Love"
- 2015 – "Love Letter"
- 2016 – "Think About You"
- 2016 – "Young Forever"
- 2017 – "Your Wedding"
- 2017 – "No Shadow"

Collaborazioni
- 2010 – "Tok Tok Tok" (뚝뚝뚝), con Jung Woo
- 2010 – "B.U.B.U.", con San E
- 2010 – "Let's Go", con AA.VV.
- 2010 – "Let's Go (English version)", con AA.VV.
- 2010 – "Music", con Narsha, JeA, 8Eight, Supreme Team, Boohwal
- 2011 – "Rainy Days", con One Way
- 2011 – "Sunshine", con Kan Mi-youn
- 2011 – "Count 3", con Double
- 2012 – "DJ Got Me Goin' Crazy", con Jang Woo-young
- 2012 – "Always", con Baek A-yeon
- 2014 – "Just As It Is" (있는 그대로), con Lel
- 2015 – "Everytime Everyday", con Kim Jo-han
- 2015 – "Chameleon", con SIMON
- 2016 – "HYPER", con Lee Jun-ho

Colonne sonore
- 2011 – "Don't Go" (가지마), con Im Jeong-hee (Dream High)
- 2012 – "Love... Goodbye" (사랑... 안녕) (I Love Lee Tae-ri)
- 2014 – "Come Back" (Red Carpet)

### In Giappone
EP
- 2014 – Love & Hate (Epic Records Japan)
- 2015 – Love Letter (Epic Records Japan)
- 2016 – No Shadow (Epic Records Japan)

Singoli
- 2014 – "Love & Hate"
- 2014 – "No Love"
- 2015 – "Love Letter"
- 2016 – "No Shadow"

## Teatro
- I tre moschettieri (2013-2014)
- Jack lo Squartatore (2013)